# Hạt giống đỏ
Hạt giống đỏ là một thuật ngữ khái niệm để chỉ những thanh niên có tiềm năng, tri thức và khả năng lãnh đạo được Đảng Cộng sản Việt Nam và Nhà nước Việt Nam quy hoạch định hướng để làm cán bộ lãnh đạo trong tương lai. Về mặt tích cực, do sinh ra và lớn lên trong gia đình giàu truyền thống nhiều Hạt giống đỏ được người dân đặt niềm tin vào sức trẻ, học vấn bài bản và nhiệt huyết của họ. Về hướng tiêu cực, cụm từ được sử dụng ở Việt Nam tương đương như "Thái tử Đảng" ở Trung Quốc, dùng để chỉ con cháu các (cựu) cán bộ lãnh đạo được hưởng các đặc ân của nhà nước và được quy hoạch để làm lãnh đạo trong tương lai.

## Hạt giống đỏ ban đầu
Trong thời gian chiến tranh, các lãnh đạo Đảng Cộng sản đưa ra những định hướng chọn lựa những thanh niên ưu tú, mang tư tưởng Cộng sản, để tập trung đào tạo thành những nhà quản lý, lãnh đạo đất nước trong công cuộc xây dựng đất nước trong nhiều lĩnh vực như kinh tế, chính trị, quân sự, khoa học, văn hóa nghệ thuật.... Theo Chủ tịch Hồ Chí Minh nói về vai trò của những Hạt giống đỏ: "Chúng ta vào Đảng là để hết lòng hết sức phục vụ giai cấp, phục vụ nhân dân, làm tròn nghĩa vụ của người đảng viên...Người cộng sản chúng ta không được phút nào quên lý tưởng cao cả của mình là: Suốt đời làm cách mạng, phấn đấu cho Tổ quốc hoàn toàn độc lập, làm cho chủ nghĩa xã hội và chủ nghĩa cộng sản thắng lợi hoàn toàn trên Tổ quốc ta và trên thế giới... phải đem hết tinh thần và nghị lực phấn đấu hy sinh cho sự nghiệp Cách mạng hoàn toàn thắng lợi". Khi nói chuyện với 100 thanh thiếu niên tuổi từ 9-14 được gửi sang Liên Xô học, Chủ tịch Hồ Chí Minh nhận định đây là những người "học được nhiều điều, làm được nhiều việc".
Những thanh niên được lựa chọn làm Hạt giống đỏ sẽ được đưa vào môi trường học tập tập trung, chất lượng cao, nhiều thử thách. Thậm chí, có những Hạt giống đỏ chất lượng tốt sẽ được đưa sang Liên Xô và Đông Âu để học tập. Trong số 100 người đầu tiên sang Liên Xô thì có 40 người làm nhà khoa học, một số làm lãnh đạo và nhiều người khác tham gia quân ngũ.
Đảng Cộng sản Việt Nam và Nhà nước hiện nay đang có chủ trương tăng cường những người có học vấn cho các cấp lãnh đạo cơ sở, với nhiều kỳ vọng. Tất nhiên, để có liên tục lớp lớp “hạt giống đỏ”, việc chăm bẵm con cái, trẻ em nói chung, cần được toàn xã hội quan tâm đúng mức hơn, hữu hiệu hơn. Song, việc đào tạo “hạt giống đỏ” trong bối cảnh hiện nay, thời cơ chế thị trường, có phần khác trước, nó đòi hỏi các đơn vị và tổ chức cần tuân thủ các quy luật kinh tế khách quan để tạo nên môi trường nuôi dưỡng và rèn luyện công bằng, dân chủ và hiệu quả hơn.. Theo chia sẻ của nhiều người được quy hoạch là Hạt giống đỏ thì họ chỉ được trang bị nhiều hơn về mặt kiến thức còn mức sống lúc đi học cũng không khác so với học sinh bình thường.
Các học viên đã được trang bị những kiến thức cơ bản về lý luận, thực tiễn và một số kĩ năng, góp phần nâng cao nhận thức về tư tưởng chính trị; xây dựng tầm nhìn và tư duy chiến lược, nâng cao năng lực lãnh đạo, quản lý; rèn luyện đạo đức, tác phong, trách nhiệm công vụ của người cán bộ lãnh đạo, quản lý trước yêu cầu sự nghiệp Công nghiệp hóa - Hiện đại hóa đất nước

## Thành tích
Nhiều hạt giống đỏ đã trở thành những nhà lãnh đạo, những nhà khoa học, nhà quân sự, y tế, văn nghệ sĩ...đóng góp rất nhiều cho xã hội. Đó còn là những nhà cải cách, đưa đất nước thoát khỏi lạc hậu Hiện nay, Chính phủ Việt Nam luôn yêu cầu các Hạt giống đỏ phải luôn gương mẫu trong khi tiếp tục tạo điều kiện cho họ.

## Một số điểm hạn chế của Hạt giống đỏ
Tuy nhiên, trong quá trình Đổi mới, mở cửa, một bộ phận cán bộ tại Việt Nam, trong đó có một số Hạt giống đỏ có biểu hiện suy thoái về đạo đức, lối sống trong đó có cả những bất bình đẳng khi các hạt giống đỏ thăng tiến quá nhanh, không đáp ứng được yêu cầu về vị trí khiến người dân không hài lòng. Bên cạnh đó, nhiều Hạt giống đỏ có xuất thân từ các gia đình có truyền thống chính trị và được hưởng nhiều ưu đãi hơn cũng khiến xã hội có những bất bình, thậm chí hiểu theo nghĩa tiêu cực rằng Hạt giống đỏ là con ông cháu cha.